# 氟鹽
氟鹽（英語：Villiaumite）是一種稀有的鹵化物礦物，由氟化鈉（NaF）組成。它非常易溶於水，並且某些樣本在長波和短波紫外線光下發出熒光。它的莫氏硬度為2.5，顏色通常為紅色、粉色或橙色。它對人類有毒。
其紅色是由於 512 nm 處的寬吸收峰所致。這是晶體受到輻射損壞的結果。

## 產生

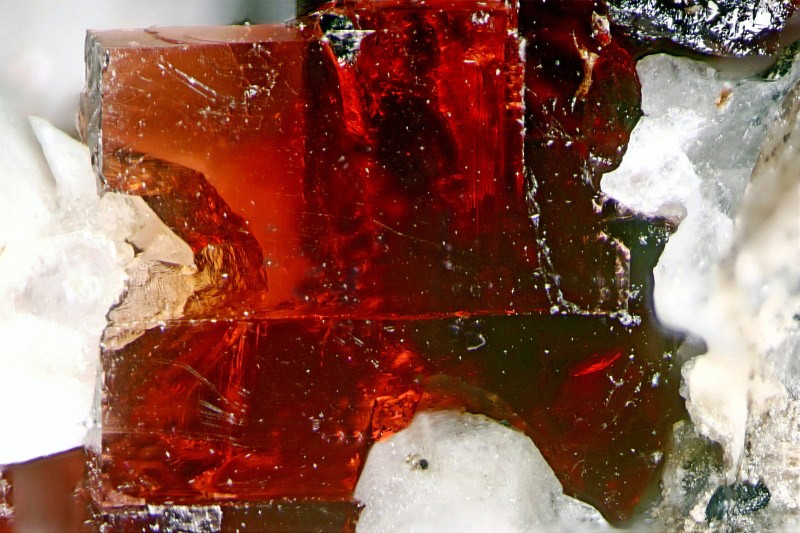
氟鹽（7.1 x 4.7 mm），來自加拿大魁北克聖伊萊爾山 Poudrette 採石場

氟鹽於1908年首次在幾內亞洛斯群島發現，並以法國探險家馬克西姆·維利奧姆的名字命名。
氟鹽出現在霞石正長岩侵入岩和霞石正長岩偉晶岩中。它與霓石、方鈉石、霞石、柱星葉石、閃葉石、針鈉鈣石、針鈉錳石、异性石、紫脆石、矽鈹鈉石和泡沸石伴生。